# パルコン
パルコンは、大成建設ハウジング株式会社が販売する鉄筋コンクリート造の戸建て住宅のブランド名である。

## 沿革
- 1968年 大成建設住宅事業本部がプレキャストコンクリート造の住宅として販売開始
- 2003年 グッドデザイン賞　受賞[1]
- 2006年 大成建設の住宅販売事業を分社し、社名を大成建設ハウジングとした
- 2014年 グッドデザイン賞　工業化住宅部門 Palcon VEIL（パルコン ベイル） 受賞
- 2014年 建築工法部門 プレキャスト鉄筋コンクリート住宅における現場無溶接工法 受賞

大手ゼネコンを親会社とする住宅建設専業メーカーのプレキャスト鉄筋コンクリート造の戸建て住宅として早くから販売されている。地震、火災、歳月に強い鉄筋コンクリート壁式構造となっている。パルコンシリーズとして、スイッチ、アクセル、アクセル―ｅ、アーバン、ジェニック、プレーリー、コロネード、グランディオ、プロバンスなどがある。

## 特徴
鉄筋コンクリート住宅であるため、東日本大震災の津波にも耐えた構造に注目が集まるも、すでに2006年に北海道、東北地方から撤退、メンテナンス・リフォームのみを行っていたが、2014年4月に東北地区での販売を再開した。なお、北海道地区は引き続きメンテナンス・リフォームのみである。山陰2県では過去も現在も事業展開していない。